# Basavakalyan
Basavakalyān (engelska: Basavakalyan) är en ort i Indien.   Den ligger i distriktet Bīdar och delstaten Karnataka, i den centrala delen av landet, 1 200 km söder om huvudstaden New Delhi. Basavakalyān ligger 631 meter över havet och antalet invånare är 65 805.
Terrängen runt Basavakalyān är platt. Runt Basavakalyān är det tätbefolkat, med 297 invånare per kvadratkilometer. Det finns inga andra samhällen i närheten. Trakten runt Basavakalyān består till största delen av jordbruksmark.